# Ernest Maragall i Noble

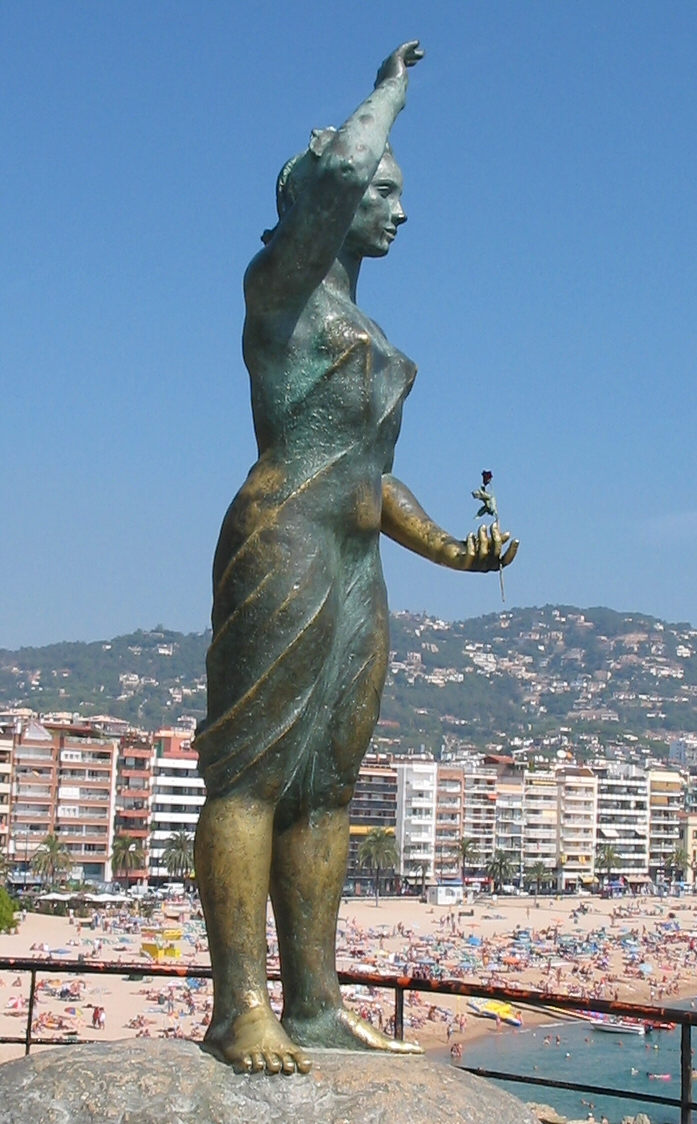
Die Dona Marinera in Lloret de Mar

Ernest Maragall i Noble (* 3. November 1903 in Barcelona; † 1991 in Caracas) war ein katalanischer Bildhauer. Er war der Sohn des katalanischen Dichters Joan Maragall und dessen Ehefrau Clara, geb. Noble.
Im Zuge des Spanischen Bürgerkriegs wanderte er mit seiner Familie nach Venezuela aus. Dort entstanden auch die meisten seiner Werke. Für die katalanische Stadt Lloret de Mar schuf er 1969 die Skulptur Dona Marinera (Frau des Fischers), die heute vielfach als Wahrzeichen des Ortes angesehen wird.